# Wybory do Parlamentu Europejskiego w Belgii w 2019 roku
Wybory do Parlamentu Europejskiego IX kadencji w Belgii zostały przeprowadzone 26 maja 2019. Belgowie wybrali 21 eurodeputowanych. Równocześnie z wyborami do PE odbyły się wybory do Izby Reprezentantów oraz wybory regionalne do czterech parlamentów regionalnych i wspólnotowych (flamandzkiego, walońskiego, stołecznego i wspólnoty niemieckojęzycznej).

## Wyniki

### Niderlandzkojęzyczne kolegium wyborcze
| Lista wyborcza                         | Głosy (tys.) | %     | Mandaty | Zmiana |
| -------------------------------------- | ------------ | ----- | ------- | ------ |
| Nowy Sojusz Flamandzki                 | 954          | 22,44 | 3       | −1     |
| Interes Flamandzki                     | 811          | 19,08 | 3       | +2     |
| Flamandzcy Liberałowie i Demokraci     | 678          | 15,95 | 2       | −1     |
| Chrześcijańscy Demokraci i Flamandowie | 618          | 14,53 | 2       | –      |
| Groen                                  | 526          | 12,37 | 1       | –      |
| Partia Socjalistyczna (Flandria)       | 434          | 10,21 | 1       | –      |
| Robotnicza Partia Belgii               | 210          | 4,95  | 0       | –      |
| Volt                                   | 20           | 0,48  | 0       | –      |

### Francuskojęzyczne kolegium wyborcze
| Lista wyborcza                      | Głosy (tys.) | %     | Mandaty | Zmiana |
| ----------------------------------- | ------------ | ----- | ------- | ------ |
| Partia Socjalistyczna (Walonia)     | 651          | 26,69 | 2       | −1     |
| Ecolo                               | 486          | 19,91 | 2       | +1     |
| Ruch Reformatorski                  | 471          | 19,29 | 2       | −1     |
| Robotnicza Partia Belgii            | 356          | 14,59 | 1       | +1     |
| Centrum Demokratyczno-Humanistyczne | 218          | 8,94  | 1       | –      |
| DéFI                                | 146          | 5,92  | 0       | –      |
| Partia Ludowa                       | 112          | 4,66  | 0       | –      |
| Pozostali                           | 139          | 5,71  | 0       | –      |

### Niemieckojęzyczne kolegium wyborcze
| Lista wyborcza                     | Głosy (tys.) | %     | Mandaty | Zmiana |
| ---------------------------------- | ------------ | ----- | ------- | ------ |
| Partia Chrześcijańsko-Społeczna    | 14           | 34,94 | 1       | –      |
| Ecolo                              | 7            | 16,37 | 0       | –      |
| ProDG                              | 5            | 13,14 | 0       | –      |
| Partia na rzecz Wolności i Postępu | 5            | 11,49 | 0       | –      |
| Partia Socjalistyczna (Walonia)    | 5            | 11,42 | 0       | –      |
| Vivant                             | 5            | 11,16 | 0       | –      |
| DierAnimal                         | 0,6          | 1,49  | 0       | –      |